# Un assassino con me
Un assassino con me (The Widowmaker) è un film per la televisione del 1990 diretto da John Madden e interpretato da Annabelle Apsion, Alun Armstrong, David Morrissey e Kenneth Welsh.

## Trama
Il film parla di una donna il cui marito è stato arrestato dopo una serie di omicidi e la reazione della comunità locale. Kathy (Apsion) è costretta ad affrontare l'ostilità della comunità locale dopo che suo marito si è rivelato come un brutale assassino.

## Produzione
È stato prodotto nel Regno Unito dalla Central Independent Television per la rete ITV e trasmesso il 29 dicembre 1990. Ha ricevuto una nomination per il miglior dramma ai BAFTA Awards del 1991.